# Muku Eiskrem

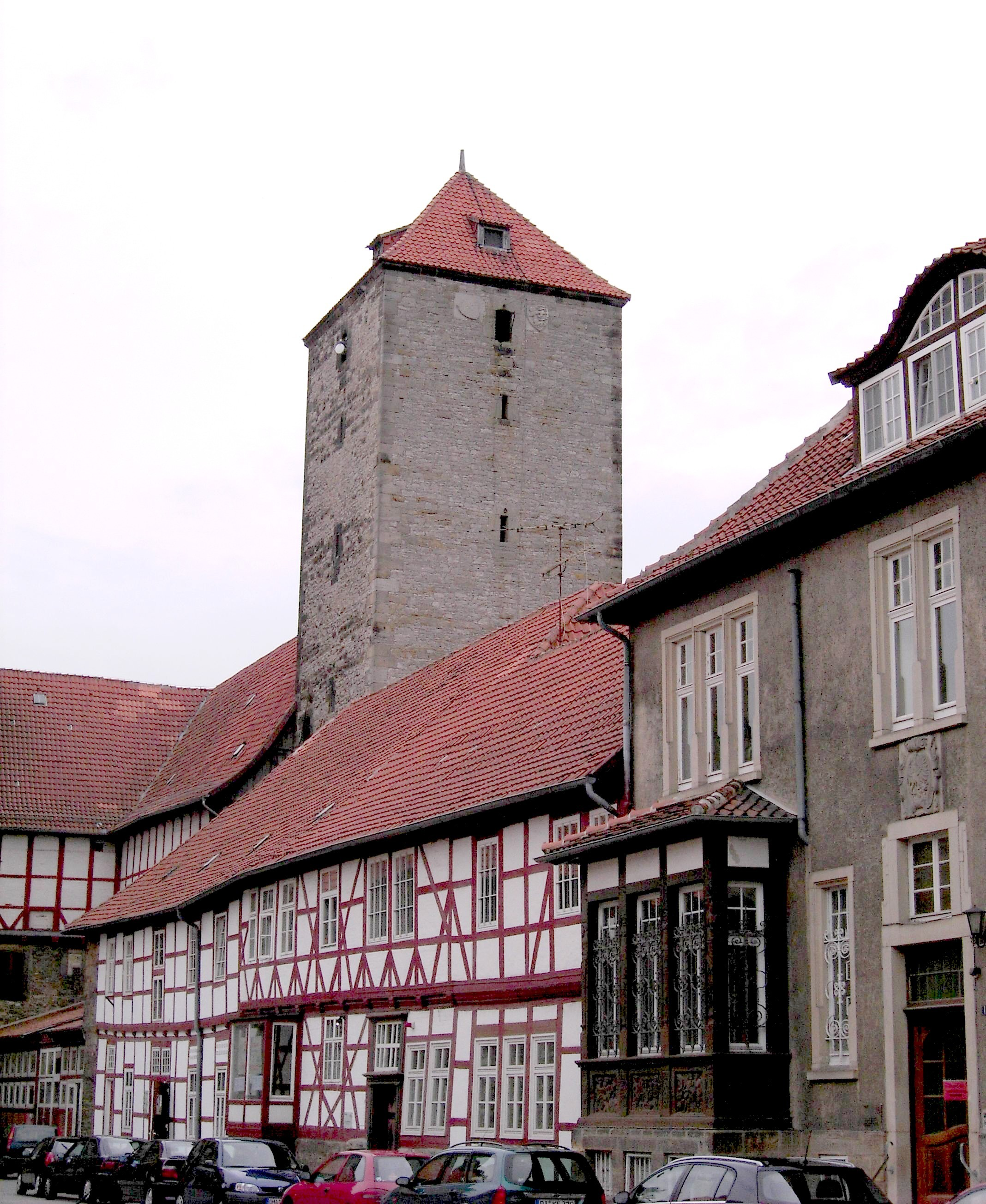
Marienburg

Muku (Eigenschreibweise MUKU) war eine niedersächsische, regionale Speiseeis-Marke, die von 1949 bis 1992 in der Domäne Marienburg produziert wurde. Nach dem Verkauf der Produktion an Schöller wurde Muku vom Markt genommen. 2014 erwarb eine kleine Manufaktur die Markenrechte und produziert auf der Halbinsel Nordstrand wieder Eis unter der Bezeichnung MUKU.

## Geschichte
Von 1913 an pachtete Carl Graf die Domäne Marienburg und kultivierte sie zu einem landwirtschaftlichen Betrieb. Sein Sohn, Helmut Graf, richtete dort im Jahr 1949 eine Konserven- und Eisfabrik ein. Im selben Jahr begann er unter der Marke MUKU mit der Produktion von Speiseeis.
Zur ersten Produktion gehörte ein „Eis am Stiel“, ein mit Stanniolpapier umwickeltes Milcheis mit einem Verkaufspreis von 20 Pfennig. Es gab es in den Geschmacksrichtungen Vanille und Schokolade. Es folgten Produkte wie ein Hörnchen mit Sahneeis und Schokostreusel; ein Orangenfruchteis „Rocky“; „Afrikaner“, ein sahniges Vanilleeis in Schokolade und ein Eis im Becher „Twist“. In den 1970er Jahren folgte das „Slop“, ein Eis in einem trichterförmigen Becher, an dessen unterem Ende sich eine Kaugummikugel befand.
1974 gründete er mit seinen Söhnen Helmut und Thomas die Firma MUKU-Eiskrem Helmut Graf & Co. Bis 1992 hatte MUKU erhebliche Zuwächse und die Produktion stieg auf mehrere Millionen Liter. Die Produkte wurden mehrfach mit DLG-Preisen ausgezeichnet und bis 1988 unter eigenem Namen verkauft. Im Jahr 1992 wurde die Eisfabrik geschlossen und an Schöller-Lebensmittel verkauft. Helmut Graf sen. verstarb 2001. Im Stadtarchiv Hildesheim und im Bundesarchiv sind unter Best. 356-2 Unterlagen der MUKU-Eisfabrik archiviert.
Im Jahr 2014 erwarb eine kleine, in Nordstrand ansässige, Eismanufaktur die Rechte, gründete eine Kapitalgesellschaft, die am 27. Oktober 1994 mit der Firma MuKu Eiscafé GmbH in das Handelsregister eingetragen wurde und produziert Eisspezialitäten unter der Marke MUKU.

## Auszeichnungen
- 1966 erhielt Helmut Graf die Johann-Heinrich-von-Thünen-Medaille in Gold[7]